# فيرجيل كلارك سميث
فيرجيل كلارك سميث (بالإنجليزية: Virgil C. Smith) هو محامي وقاضي وسياسي أمريكي، ولد في 4 يوليو 1947 في ديترويت في الولايات المتحدة. انتخب عضو مجلس ولاية ميشيغان وانتخب عضو مجلس نواب ميشيغان ‏.